# Jewel Cave nationalmonument

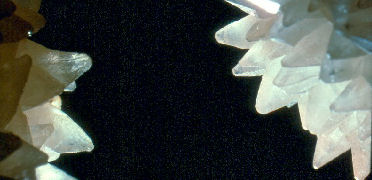
Jewel Cave nationalmonument

Jewel Cave nationalmonument ligger i Custer County i delstaten South Dakota i USA. Nationalmnumentet består av den näst längsta grottan i världen, 228 km (som man hittills hittat). Grottan är full med kristaller.
Besök i grottan kan enbart ske med guide. Det finns turer både för den som inte vill krypa genom trånga passager och för erfarna grottforskare.